# Єсебохеамані
Єсебохеамані (д/н — бл. 306) — цар (коре) Куша близько 283—300/306 років. Інші варіанти імені Єсбехеамані, Єсбохе-Амні, Аманієсебохе. Останній кушитський володар за його держава зберігала свою потугу.

## Життєпис
Ймовірно син цариці Малекорабар. Посів трон 283 року. Відомий із чотирьох мероїтських написів, де розповідається про його будівельні роботи. Відновив посвячувальну стелу з пісковика з написом скорописом біля храму Апедемака в Мерое. Цю стелу виявив Джон Гарстанг у 1909 році, але зараз вона втрачена. Неперекладений напис на думку дослідників видається гімном Апедемаку.
На честь Єсебохеамані у Падеме була встановлена монументальна статуя лева. На ньому є напис ієрогліфічним мероїтським шрифтом з описом царя як улюбленого Амоном. Цю статую встановлено між 286 та 306 роками, що відповідає періоду панування Єсебохеамані.
У Філах, на північній та південній стінах проходу між Брамою Адріана та гіпостилем було зроблено два написи мероїтською писемністю, що є проскінематами для богині Ісіди і майже напевно були вирізані, коли цар був там особисто. Це сталося 298 року, коли римляни залишили Додекасхоену 9прикордонну область в Нижній Нубії, отриману за угодою 21 року до н. е.). Ці землі було приєднано до Кушитського царства. Цього успіху напевне вдалося досягти спільно з племенами блемміїв.
Втім згодом почалися війни Куша з блемміями, які вже не мали змоги нападати на Верхній Єгипет, звернувши увагу на Нижню Нубію. Для цього перетворив Калабшу на міцну фортецю. Водночас вимушений протистояти Аксумському царству.
Помер Єсебохеамані між 300 та 306 роками. Йому спадкувала сестра або донька Лахідеамані.